# Rodolfo Siviero
Pour les articles homonymes, voir Siviero.
Rodolfo Siviero (né le 24 décembre 1911 à Guardistallo, dans la province de Pise en Toscane et mort à Florence le 26 octobre 1983) est un historien de l'art italien ayant étudié à Florence et à Berlin, célèbre pour sa récupération des œuvres spoliées pendant la guerre et repérées par ses actions d'officier de renseignement italien passé au service des forces alliées.
Il retrouva ainsi la Léda Spiridon (1505-1515) de l'école de Léonard de Vinci, sur le thème de Léda et le cygne, et acquise par Goering avant la Seconde Guerre mondiale.

## Biographie

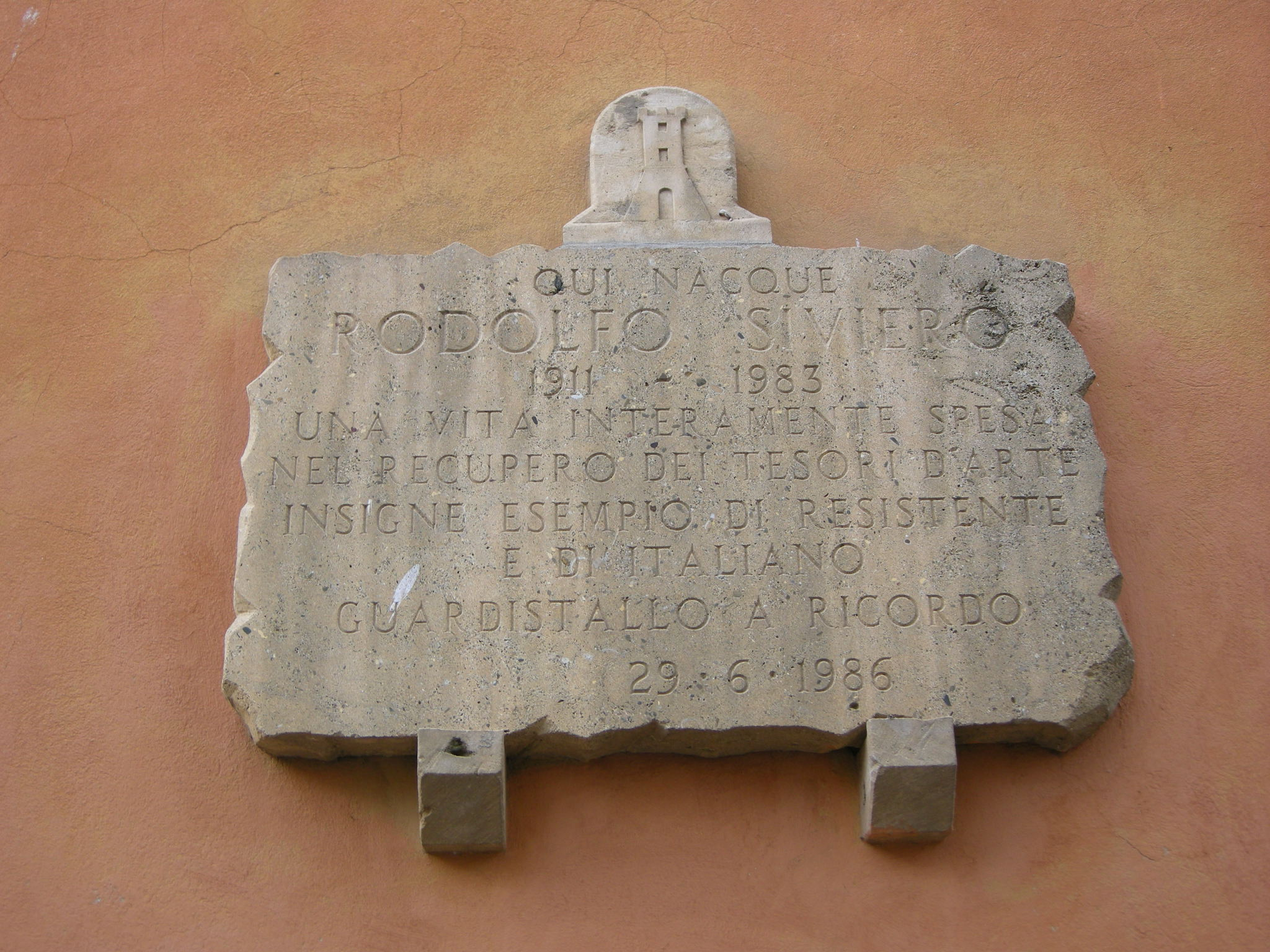
Plaque commémorative apposée sur la façade de la maison natale de Rodolfo Siviero à Guardistallo

Le père de Rodolfo Siviero, sous-officier des carabiniers, déménage avec sa famille à Florence en 1924. Le jeune Rodolfo suit des études de lettres et artistiques et publie en 1936 un recueil de poésie La selva oscura, dont l'introduction révèle une de ses plus fortes convictions : l'étroit lien entre l'art moderne et l'art ancien dans une ligne ininterrompue qui unit Michel-Ange à De Chirico et Picasso.
Il devient agent secret du Servizio Informazioni Militari italiano et, en 1937, sous la couverture d'une bourse d'études en histoire de l'art, il collecte des informations sur le potentiel militaire nazi.
Jeune, il adhère au fascisme italien comme principe d'amélioration de la société italienne mais la publication des lois raciales le fait basculer dans une aversion au nazisme et au fascisme, sensible dans les pages de son journal intime.
Dans les premières années du second conflit mondial, l'aversion de Siviero pour le nazi-fascismo s'accroît face à la récolte des œuvres d'art opérée par les dirigeants nazis, qui les exportent illégalement d'Italie, avec la complaisance du gouvernement fasciste italien, pour enrichir leurs collections. Avec l'occupation allemande suivie de l'armistice du 8 septembre 1943, le transfert des œuvres vers l'Allemagne devient une véritable razzia. À l'initiative d'Hermann Goering, Maréchal du Reich, se reconstitue le corps militaire spécialisé nommé « Kunstschutz », qui, sous le prétexte des bombardements alliés, réquisitionne les œuvres d'art italiennes et les transporte vers l'Allemagne pour les protéger.
Après le 8 septembre Rodolfo Siviero se range définitivement avec les forces antifascistes et son activité d'agent secret passe à la collaboration avec le Commando Militaire Allié. Devenu point de référence de l'intelligence anglo-américaine à Florence, Siviero entretient les contacts avec les partisans et signale les transferts des chefs-d'œuvre d'art aux services secrets alliés.
Dans cette période l'hôtel particulier sur le Lungarno Serristori, qui est la propriété de l'historien et critique d'art de religion juive Giorgio Castelfranco, fait fonction de central opérationnel des partisans engagés contre les opérations du Kunstschutz.
Suspecté par les milices fascistes de Mario Carità, d'avril à juin 1944, Siviero est arrêté, emprisonné et torturé dans la Villa Triste di via Bolognese.
Il résiste aux interrogatoires, et grâce à l'intervention d'officiels républicains, qui, en réalité, collaboraient avec les Anglo-Américains, il est relâché, et reprend son activité.
Après la Libération, à la suite de sa participation à la Résistance et aux services alliés, Siviero est choisi par le nouveau gouvernement italien comme la personne la plus apte à traiter le problème de la restitution à l'Italie des œuvres d'art transférées pendant la guerre.
En 1946, il est nommé chef d'une mission diplomatique près du Gouvernement Militaire Allié en Allemagne. Il réussit à faire accepter le principe selon lequel doivent être rendues à l'Italie non seulement les œuvres transférées après le 8 septembre 1943, mais également celles illégalement exportées par les dirigeants nazis dans les années précédentes. Une de celle-ci est le Discobolo Lancellotti, copie romaine de Mirone, rendue à l'Italie en 1948 et devenue symbole de l'œuvre de récupération avancée par le ministro plenipotenziario Siviero.
Après avoir réussi à rapporter en Italie presque toutes les œuvres retrouvées en Allemagne et déposées dans collecting point di Monaco, dans les années 1950-1960, Siviero donne ensuite la chasse aux chefs-d'œuvre manquants et aux œuvres qui, par divers moyens, continuent à être volées et exportées illégalement d'Italie (comme la Madonna con Bambino de Masaccio récupérée une première fois en 1947, puis le 9 avril 1973, à la suite d'un vol de mars 1971). Tous ses nombreux et extraordinaires succès font naître sa légende de « 007 de l'art » et « détective de l'art ». De son bureau romain du Palazzo Venezia, Siviero organise les récupérations en se servant d'un réseau efficace d'informateurs et de toutes ses relations à l'intérieur de la diplomatie européenne de l'après-guerre avec une grande maîtrise des impératifs juridiques.
Dans les années 1970, il devient président de l'Accademia delle Arti del Disegno, fondée par le grand-duc Cosme Ier et organisée Giorgio Vasari.
Siviero continue son travail jusqu'à la mort survenue en 1983, avec toujours le même objectif de rendre visible et accessible l'identité culturelle d'une nation à travers ses chefs-d'œuvre inaliénables, qui ne soient jamais les trophées destinés à enrichir les maisons et les musées des vainqueurs des guerres.

## Quelques-unes des œuvres majeures sauvées ou retrouvées
- Annunciazione di San Giovanni Valdarno de Fra Angelico (1944)
- Quatre tableaux de Giorgio De Chirico (1944)
- 200 tableaux de la Galerie des Offices
- Sculptures des Offices et du Musée de l'Œuvre de Santa Maria del Fiore (1945)
- La Danae du Titien (1947)
- Le Discobolo dit Lancellotti (copie de l'original grec de Mirone)
- La Leda du Tintoret
- Le portrait équestre de Giovanni Carlo Doria de Rubens
- Une cinquantaine d'œuvres du groupe Bottai (1953)
- L'Efebo di Selinunte (1968)
- Madonna con Bambino de Masaccio : en 1947 puis en 1973 à la suite d'un vol en 1971.

## Le musée:Casa museo Rodolfo Siviero

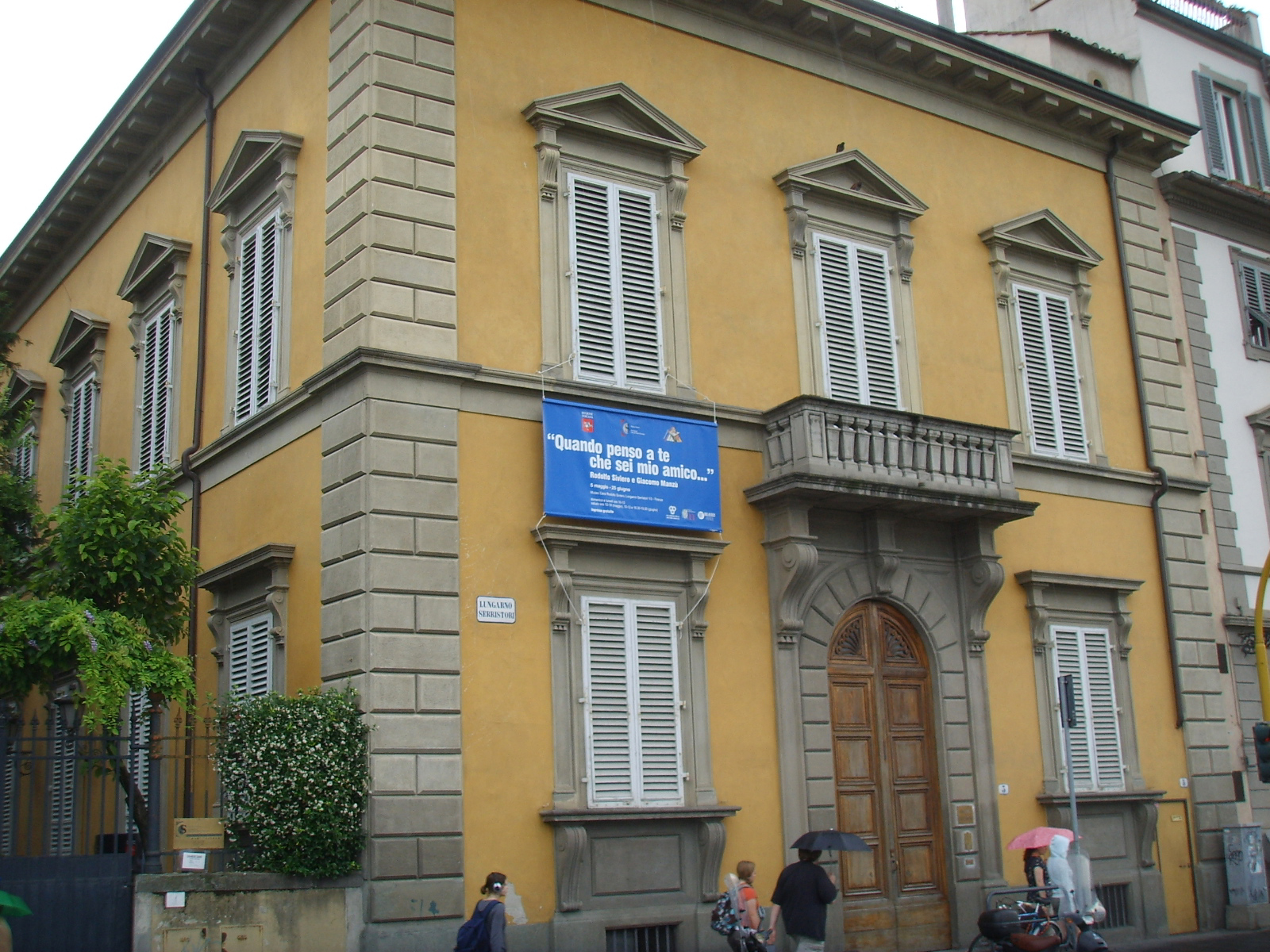
La Casa museo Rodolfo Siviero

Son amertume de voir l'intérêt des gouvernements italiens s'émousser au fil des ans vis-à-vis de la récupération des œuvres d'art, l'incita à instituer un musée né du rassemblement depuis la fin de la guerre de ses propres collections d'œuvres et de livres dans sa maison de Florence, située sur le lungarno Serristori, dans le quartier de l'Oltrarno de Florence.